# Karl von Adamović
Karl Edler von Adamović, avstrijski admiral, * 23. januar 1844, † 4. avgust 1925.

## Življenjepis
Upokojen je bil 1. februarja 1899.
Poročen je bil z baronico Giselo Ritter von Zahony, s katero sta imelo hčerko Marie Adamovich de Csepin, ki se je poročila z grofom Herwardom von Auerspergom (1875–1925).

## Pregled vojaške kariere
Napredovanja
- naslovni admiral: 19. november 1907